# Kenzó
Kenzó (japonsky 顕宗天皇, Kenzó-tennó, 450–487) byl legendární dvacátý třetí japonský císař podle tradičního seznamu panovníků.
K období života a vlády tohoto císaře nelze přiřadit žádná pevná data, ale všeobecně panuje názor, že vládl od roku 485 do roku 487.

## Legenda
Princ Woke (袁祁王), který se později stal císařem Kenzó, prý byl vnukem císaře Ričúa a synem jeho nejstaršího syna Ičinobe-no Ošiwy. Musel být velmi mlád, když císař Júrjaku vystřelil na lovecké výpravě šíp, který zabil jeho otce a přinutil prince Wokeho a jeho staršího bratra Okeho (pozdějšího císaře Ninkena) k útěku pro záchranu vlastních životů. Útočiště našli v Akaši v provincii Harima (dnes v prefektuře Hjógo), kde se skrývali pod cizími jmény a žili zde v utajení jako pastevci.
Legenda praví, že jednou přišel Oke do Akaši a prozradil svoji pravou identitu. Císař Seinei, který mezitím nastoupil na Chryzantémový trůn po svém zemřelém otci, císaři Júrjakuovi, tak znovu nalezl své ztracené bratrance. Seinei pozval oba bratry, aby se navrátili ke dvoru, a oba dva adoptoval jako své syny a dědice.
Císař Seinei neměl po smrti žádné jiné dědice než právě prince Okeho a Wokeho, jejichž otce zabil předchozí císař Júrjaku, Seineiův otec. Woke si samozřejmě přál, aby se císařem stal jeho starší bratr, ale Oke to odmítl. Oba bratři se stále nemohli dohodnout, nicméně ministři na císařském dvoře trvali na tom, že jeden z bratrů musí přijmout císařský titul. Posléze se jako méně neústupný ukázal princ Woke, který nakonec souhlasil, že titul přijme a nastoupí na trůn. Tak skončilo období nejistoty. Woke byl jmenován císařem a nastoupil na Chryzantémový trůn.
Kenzóův titul by dnes nezněl tennó, neboť, jak se mnozí historikové domnívají, tento titul byl zaveden až za vlády císaře Temmu. Spíš by zněl Sumeramikoto či Amenošita Širošimesu Ókimi (治天下大王), což znamená „velký král vládnoucí všemu pod nebesy“. Mohl by také být nazýván ヤマト大王/大君 neboli „velký král dynastie Jamato“.

## Kenzóova vláda
Má se zato, že Kenzó vládl Japonsku koncem 5. století, ale o jeho životě máme nedostatek informací. K dalšímu bádání a ověřování chybí potřebné podklady.
Podle záznamů bylo jeho sídelní město v Čikacu Asuka no Jacuri no Mija (近飛鳥八釣宮) v provincii Jamato. Císařský palác pravděpodobně stával v dnešní prefektuře Ósaka nebo v prefektuře Nara. David Murray uvádí, že jedinou událostí z období Kenzóovy vlády, která stojí za povšimnutí, je skutečnost, že nechal vyzvednout z hrobu ostatky svého zavražděného otce a dal pro ně zbudovat mauzoleum odpovídající památce syna císaře a otce dalšího císaře. Císař Kenzó zemřel ve věku 37 let, po pouhých třech letech vlády. Jelikož neměl žádné dědice, nastoupil po něm na trůn jeho starší bratr Oke.
Místo, kde byl císař Kenzó pohřben, není známo. Císař je proto tradičně uctíván v pamětní šintoistické svatyni v Ósace. Úřad pro záležitosti japonského císařského dvora stanovil toto místo jako císařovo mauzoleum, takže nese formální jméno Kataoka no Iwacuki no oka no kita no misasagi.

## Rodina
Kenzóovou manželkou byla princezna Naniwa-no-Ono (難波小野王), † 489, dcera prince Oky-no-Wakuga (vnučka prince Iwakiho a pravnučka císaře Júrjakua). Císař Kenzó neměl žádné další manželky ani děti.